# Калинников, Владимир Трофимович
Влади́мир Трофи́мович Кали́нников (27 ноября 1935, Москва — 11 января 2015) — советский и российский химик. Академик РАН (с 2000 года). Профессор (с 1979 года). Директор Института химии и технологии редких элементов и минерального сырья им. И. В. Тананаева Кольского научного центра РАН. Председатель Президиума Кольского научного центра РАН. Лауреат Государственной премии Российской Федерации.
Главными направлениями научной деятельности были химия и технологии неорганических материалов, технологии комплексного минерального сырья, физикохимия координационных соединений, химия твёрдого тела и материаловедение.

## Биография
Родился в семье партийного работника Трофима Георгиевича Калинникова. В 1959 году окончил химический факультет МГУ. После получения диплома до 1962 года работал в Институте металлургии им. А. А. Байкова АН СССР. В 1962—1965 годах обучался в аспирантуре физико-химического факультета Московского физико-технического института. Затем до 1968 года работал ассистентом, доцентом на кафедре общей химии МФТИ. В 1968 году устроился в Институт общей и неорганической химии АН СССР, где со временем стал заведующим лабораторией химии полупроводников. С 1981 года является директором Института химии и технологии редких элементов и минерального сырья им. И. В. Тананаева Кольского научного центра РАН. С 1985 года также председатель Президиума Кольского научного центра РАН.
В 1987 году избран членом-корреспондентом АН СССР по отделению химии и наук о материалах. С 2000 года — действительный член РАН.
Главный редактор журнала «Координационная химия», член редколлегий журналов «Химическая технология», «Журнал неорганической химии», «Перспективные материалы», «Ресурсы, технология, экономика».
Член Президиума РАН. Зам. председателя Совета по координации деятельности региональных отделений и региональных научных центров РАН.
Умер 11 января 2015 года. Похоронен на Новодевичьем кладбище в Москве.

## Научные достижения
Создал научные школы в области магнетохимии обменных кластеров и магнитных полупроводников, гидрометаллургических технологий комплексных руд иттрия, ниобия, тантала, титана и РЗЭ.
Автор свыше 960 научных работ, в том числе 15 монографий, имеет более 60 авторских свидетельств на изобретения.

## Награды
- Орден Почёта (1995)
- Орден Дружбы (1999)
- Орден «За заслуги перед Отечеством» IV степени (2007)
- Государственная премия РФ (2000)
- Премия Правительства РФ (1997)
- Медаль им. П. Л. Капицы (1995)
- Медаль им. ак. Кишкина (2006)
- Премия имени Н. С. Курнакова (1988)[6]
- Премия имени Л. А. Чугаева (за 2000 год, совместно с Ю. В. Ракитиным, Г. М. Лариным) — за цикл работ «Электронное и геометрическое строение координационных соединений в модели углового перекрытия»
- Премия имени В. А. Коптюга (за 2008 год, совместно с В. А. Чантурия, В. Н. Макаровым) — За цикл работ «Научные основы снижения экологической опасности горнопромышленных отходов и разработка эффективных технологий их утилизации»
- Почётный гражданин города Апатиты (2005)[7]
- Почётный гражданин Мурманской области (2008)[7]